# پالم‌سیتی (فلوریدا)
پالم‌سیتی (به انگلیسی: Palm City) یک منطقهٔ مسکونی در ایالات متحده آمریکا است که در شهرستان مارتین، فلوریدا واقع شده‌است. پالم‌سیتی ۴۲٫۹ کیلومتر مربع مساحت و ۲۳٬۱۲۰ نفر جمعیت دارد و ۲ متر بالاتر از سطح دریا واقع شده‌است.